# Jau

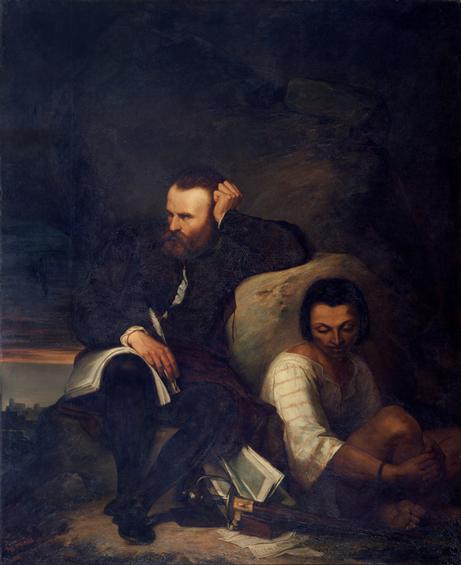
Camões na Gruta de Macau (1853), Francisco Augusto Metrass

Jau é o nome porque passou a história um escravo javanês (a palavra jau significa natural da ilha de Java) que teria pertencido a Luís Vaz de Camões.

## Biografia
Na verdade, fora batizado com o nome Cristão de António, e apegou-se com tamanha afeição ao poeta, que nem mesmo nas situações mais críticas deixou de lhe prestar assistência. Quando Camões, doente, já nos seus últimos dias, se via combalido pela miséria, diz a tradição que Jau saia à noite pelas ruas de Lisboa mendigando, a fim de prover, para o amo, o sustento do dia seguinte.
O argumento, ao longo dos anos, foi servindo de pretexto para algumas composições literárias na língua portuguesa. No Brasil, por exemplo, veio a lume no ano de 1856 a obra teatral Camões e Jau, do poeta fluminense Casimiro de Abreu; primeiramente encenada em Portugal e tendo como base tal exemplo de dedicação.
Tem uma Rua com o seu nome em Alcântara, Lisboa, e outra Rua com o seu nome em Algueirão - Mem Martins, Sintra.